# Henry Sigerist

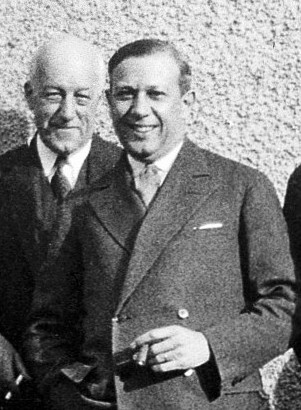
Henry E. Sigerist en 1929

Henry Ernest Sigerist (7 avril 1891 à Paris, France - 17 mars 1957 à Pura, Suisse) est un historien suisse de la médecine.

## Carrière
Après avoir obtenu un doctorat en médecine à l'université de Zurich en 1917, Sigerist se consacre à l'étude de l'histoire de la médecine. La médecine socialisée en Union soviétique (1937) et l' Histoire de la médecine comptent parmi ses œuvres les plus importantes. Il s'est imposé comme un porte-parole majeur de "l'assurance maladie obligatoire". De 1932 à 1947, il a été directeur de l'institut d'histoire de la médecine de l'Université Johns-Hopkins, jusqu'à ce que Richard Harrison Shryock lui succède. Il a reçu une aide financière de l'Institut Rockefeller. Il a attaqué l'Association médicale américaine en raison de ses opinions contradictoires sur la médecine socialisée (en). Le Dr Sigerist a joué un rôle important dans la création de la médecine socialisée au Canada. Il a fait quatre voyages au Canada dans les années 1930 et 1940 à l'invitation de divers groupes médicaux pour parler de ce sujet. Sous son influence, la Saskatchewan a introduit des soins médicaux et hospitaliers financés par l'État pour les retraités, les assistés sociaux et les patients atteints de cancer après avoir été embauché pour rédiger un rapport en 1944 par Tommy Douglas, le premier ministre socialiste de cette province canadienne. Ce fut la base de l'adoption éventuelle de soins de santé financés par le gouvernement dans tout le Canada.
Il est l'un des fondateurs le 17 août 1928 de l'Académie internationale d'histoire des sciences, aux côtés d'Aldo Mieli, Abel Rey, George Sarton, Charles Singer, Karl Sudhoff et Lynn Thorndike. Ses travaux sont reconnus en histoire des sciences

## Avis de décès et influence
Sigerist est décédé en 1957 et son décès a été pleuré parmi de nombreux membres de la communauté médicale, bien que ses opinions sur la médecine socialisée aient souvent été passées sous silence dans les nécrologies des journaux nationaux. Bien que l'influence de Sigerist ait diminué au milieu des années 1900, il est lentement redevenu une figure importante de l'histoire médicale. En 1999, un article paru dans Hopkins Medical News décrivait son point de vue selon lequel « toute l'histoire de la médecine tournait en spirale vers une fin inévitable : la médecine socialisée ». et a déclaré qu'"il a investi tout son enthousiasme sur le mauvais cheval - l'Union soviétique".
Une organisation d'historiens de la médecine s'est nommée le Sigerist Circle, et des livres tels que Making Medical History: The Life and Times of Henry E. Sigerist de Theodore M. Brown (en) et Elizabeth Fee ont commencé à réintroduire l'héritage de Sigerist dans le monde.
Le Prix Sigerist d’histoire de la médecine et des sciences naturelles et décerné par la Société Suisse d'Histoire de la Médecine et des Sciences Naturelles (SSHSMN), porte son nom.

## Distinctions
En 1939 il préside la History of Science Society. Il est par ailleurs membre de l'Académie internationale d'histoire des sciences, de l'Académie Léopoldine, de l'Académie américaine des arts et des sciences et de la Medieval Academy of America (1937).

## Publications
- Ernest Howald et Henry Sigerist (éd.), Antonii Musæ De herba vettonica liber. Pseudo-Apulei Herbarius. Anonymi De taxone liber. Sexti Placiti Liber medicinæ ex animalibus, Corpus Medicorum Latinorum IV, Leipzig et Berlin, Teubner, 1927. Il s'agit d'une édition du Sextus Placitus.
- (en) Henry Ernest Sigerist, « Santorio Santorio (1561–1636) », dans The great doctors: a biographical survey of medicine, Doubleday Anchor Books, 1958, p. 131
- Henry E. Sigerist, Fifteenth century surgeon, Hieronymus Brunschwig and his work, Ben Abramson Publisher, NY, 1946, 48 p.
- Henry E. Sigerist. Hieronymus Brunschwig and his work. préface à : The book of Cirurgia by Hieronymus Brunschwig. R. Lier, Milan 1923.